# 赤谷站
赤谷站（日语：／ Akatani eki */?）曾經是一個位於新潟縣新發田市赤谷、屬於日本國有鐵道赤谷線的鐵路車站（廢站）。伴隨赤谷線廢線於1984年4月1日廢站。

## 相鄰車站
日本國有鐵道
赤谷線
新山內－赤谷－東赤谷